# CNN International
CNN International ist der internationale Ableger des US-amerikanischen Nachrichtensenders Cable News Network (CNN). Im Gegensatz zum nationalen Sender CNN/US sendet CNN International weltweit. Es wird in englischer Sprache gesendet. Mehr als eine Milliarde Menschen in 212 Ländern können den Sender empfangen.
Das 24-Stunden-Programm liefert Nachrichten. Die Sendungen werden aus den Produktionsstudios Atlanta, London, New York City, Hongkong und Abu Dhabi gesendet. Aus London kommen beispielsweise rund 50 Stunden Programm pro Woche. Montags bis freitags sind Amanpour, First Move, Quest means Business im Programm, sowie die Spartenprogramme Connect the World und Marketplace Africa. Direkt vom Muttersender CNN-USA in Atlanta werden folgende Sendungen übernommen: anderthalb Stunden der zweistündigen Morgensendung CNN New Day mit anschließender Sportberichterstattung aus London in CNN World Sports, der frühabendliche Bericht The Situation Room with Wolf Blitzer, gefolgt von Erin Burnett OutFront, sowie die Kommentarsendungen Anderson Cooper 360°, Cuomo Prime Time, Don Lemon Tonight, Smerconish, Inside Politics, State of the Union, Fareed Zakaria GPS und das Medienmagazin Reliable Sources. Auch bei aktuellen Ereignissen aus den USA, z. B. Berichterstattung über die US-(Vor-)Wahlen, wird das amerikanische Programm übernommen.

## Programm

### Montag – Freitag
| Zeit (MEZ)                          | Sendung                               | Beschreibung                                           | Moderator                                                        | Ort                |
| ----------------------------------- | ------------------------------------- | ------------------------------------------------------ | ---------------------------------------------------------------- | ------------------ |
| 06.00 – 08.00 Uhr                   | CNN Newsroom                          | Aktuelle Nachrichtensendung                            | Michael Holmes, John Vause, wechselnd                            | Atlanta, USA       |
| 08.00 – 10:00 Uhr                   | CNN Newsroom                          | Aktuelle Nachrichtensendung                            | Rosemary Church, Kim Brunhuber, wechselnd                        | Atlanta, USA       |
| 10.00 - 11:00                       | CNN Newsroom                          | Aktuelle Nachrichtensendung                            | Max Foster                                                       | London             |
| 11.00 – 13.00 Uhr                   | CNN This Morning                      | Amerikanische Nachrichtenmorgensendung                 | Kasie Hunt                                                       | Washington, USA    |
| 13.00 – 13.30 Uhr                   | CNN News Central                      | Aktuelle Nachrichtensendung                            | John Berman, Sara Sidner, Kate Bolduan                           | New York City, USA |
| 13.30 – 14.00 Uhr 23.30 - 00.00 Uhr | World Sport                           | Sportnachrichtensendung                                | Don Ridell, Amanda Davies, Patrick Snell, Alex Thomas, wechselnd | London             |
| 14.00 - 15.00 Uhr                   | CNN Newsroom                          | Aktuelle Nachrichtensendung                            | Amara Walker, wechselnd                                          | Atlanta, USA       |
| 15.00 – 17.00 Uhr                   | Connect the World with Becky Anderson | Nachrichtensendung, live                               | Becky Anderson                                                   | Abu Dhabi, VAE     |
| 17.00 - 18.00 Uhr                   | CNN Newsroom                          | Aktuelle Nachrichtensendung                            | Rahel Solomon, wechselnd                                         | New York City, USA |
| 18:00 – 19:00 Uhr                   | One World with Zain Asher             | Aktuelle Nachrichtensendung                            | Zain Asher                                                       | New York City, USA |
| 19:00 – 20.00 Uhr                   | Amanpour                              | Nachrichtensendung mit Schwerpunkt Interviews          | Christiane Amanpour                                              | London             |
| 20.00 – 21.00 Uhr                   | Isa Soares Tonight                    | Aktuelle Nachrichtensendung, live                      | Isa Soares                                                       | London, Atlanta    |
| 21.00 - 22.00 Uhr                   | CNN Newsroom                          | Aktuelle Nachrichtensendung                            | Jim Sciutto                                                      |                    |
| 22.00 – 23.00 Uhr                   | Quest Means Business                  | Nachrichten mit Schwerpunkt Business und Börsenbericht | Richard Quest                                                    | New York City, USA |
| 23.00 – 00.00 Uhr                   | The Lead with Jake Tapper             | Aktuelle Nachrichtensendung                            | Jake Tapper                                                      | Washington, USA    |
| 00:00 – 01.00 Uhr                   | First Move with Julia Chatterley      | Nachrichten mit Schwerpunkt Asien und Business         | Julia Chatterley                                                 | Washington, USA    |
| 01.00 – 02:00 Uhr                   | Erin Burnett OutFront                 | Aktuelle Nachrichtensendung, tlw. investigativ         | Erin Burnett                                                     | New York City, USA |
| 02.00 – 03.00 Uhr                   | Anderson Cooper 360                   | Kommentar mit Schwerpunkt US-Innenpolitik              | Anderson Cooper                                                  | New York City, USA |
| 03.00 – 04.00 Uhr                   | The Source with Kaitlan Collins       | Aktuelle Nachrichtensendung, live                      | Kaitlan Collins                                                  |                    |
| 04.00 – 05.00 Uhr                   | CNN NewsNight                         | Aktuelle Nachrichtensendung, live                      | Abby Phillip                                                     | New York City, USA |
| 05.00 - 06.00 Uhr                   | Laura Coates Live                     | Aktuelle Nachrichtensendung, live                      | Laura Coates                                                     |                    |

### Samstag
| Zeit (MEZ)        | Sendung                            | Beschreibung                    | Moderator                                       | Ort             |
| ----------------- | ---------------------------------- | ------------------------------- | ----------------------------------------------- | --------------- |
| 06.00 - 09.00 Uhr | CNN Newsroom                       | Aktuelle Nachrichtensendung     | Michael Holmes, Paula Newton, wechselnd         | Atlanta, USA    |
| 09.00 - 12.00 Uhr | CNN Newsroom                       | Aktuelle Nachrichtensendung     | Kim Brunhuber                                   | Atlanta, USA    |
| 12.00 - 14.00 Uhr | CNN This Morning Weekend           | Morning Show                    | Amara Walker, Victor Blackwell                  | Atlanta, USA    |
| 14.00 - 15.00 Uhr | First of All with Victor Blackwell | Nachrichten mit Fokus auf BIPOC | Victor Blackwell                                | Atlanta, USA    |
| 15.00 - 16.00 Uhr | Smerconish                         | Kommentar                       | Michael Smerconish                              | New York, USA   |
| 16.00 - 17.00 Uhr | The Chris Wallace Show             | Kommentar, Talkshow             | Chris Wallace                                   | Washington, USA |
| 17.00 - 18.00 Uhr | The Amanpour Hour                  | Interviews                      | Christiane Amanpour                             | London          |
| 18.00 - 18.30 Uhr | World Sport                        | Sportnachrichtensendung         | Coy Wire, Patrick Snell, Don Ridell (Wechselnd) | Atlanta, USA    |
| 20.00 - 22.00 Uhr | CNN Newsroom                       | Aktuelle Nachrichtensendung     | Fredricka Whitfield                             | Atlanta, USA    |
| 22.00 - 00.00 Uhr | CNN Newsroom                       | Aktuelle Nachrichtensendung     | Jim Acosta                                      | Washington, USA |
| 00.00 - 03.00 Uhr | CNN Newsroom                       | Aktuelle Nachrichtensendung     | Pamela Brown                                    | Washington, USA |
| 03.00 - 03.30 Uhr | World Sport                        | Sportnachrichtensendung         | Don Ridell, Patrick Snell                       | Atlanta, USA    |

### Sonntag
| Zeit (MEZ)        | Sendung            | Beschreibung                                                      | Moderator                               | Ort                            |
| ----------------- | ------------------ | ----------------------------------------------------------------- | --------------------------------------- | ------------------------------ |
| 06.00 - 09.00 Uhr | CNN Newsroom       | Aktuelle Nachrichtensendung                                       | Michael Holmes, Paula Newton, wechselnd | Atlanta, USA                   |
| 09.00 - 12.00 Uhr | CNN Newsroom       | Aktuelle Nachrichtensendung                                       | Kim Brunhuber                           | Atlanta, USA                   |
| 12.00 - 14.00 Uhr | New Day Weekend    | Morning Show                                                      | Boris Sanchez, Christi Paul             | Atlanta, USA / Washington, USA |
| 14.00 - 15.00 Uhr | Inside Politics    | Talkshow mit Schwerpunkt US-Innenpolitik                          | Abby Phillip                            | Washington, USA                |
| 15.00 - 16.00 Uhr | State of the Union | Talkshow, Interview und Kommentar mit Schwerpunkt US-Innenpolitik | Jake Tapper, Dana Bash                  | Washington, USA                |
| 16.00 - 17.00 Uhr | Fareed Zakaria GPS | Kommentar und Interviews                                          | Fareed Zakaria                          | New York, USA                  |
| 17.00 - 18.00 Uhr | Reliable Sources   | Medienmagazin und Kommentar                                       | Brian Stelter                           | New York, USA                  |
| 18.00 - 18.30 Uhr | World Sport        | Sportnachrichtensendung                                           | Don Ridell, Patrick Snell               | Atlanta, USA                   |
| 20.00 - 22.00 Uhr | CNN Newsroom       | Aktuelle Nachrichtensendung                                       | Fredricka Whitfield                     | Atlanta, USA                   |
| 22.00 - 00.00 Uhr | CNN Newsroom       | Aktuelle Nachrichtensendung                                       | Jim Acosta                              | Washington, USA                |
| 00.00 - 03.00 Uhr | CNN Newsroom       | Aktuelle Nachrichtensendung                                       | Pamela Brown                            | Washington, USA                |

### Features
Hierbei handelt es sich um wöchentliche oder monatliche Sendungen mit einer Dauer von 30 Minuten, welche im Programm gezeigt werden. Gelegentlich werden für die Features auch Teile der üblichen Sendefenster abgeschnitten.

#### Lifestyle
- CNNGo
- iReport for CNN
- Living Golf
- MainSail
- Stanley Tucci: Searching For Italy (seit 2021)

#### Business
- CNN Marketplace Middle East
- CNN Marketplace Africa
- CNN Marketplace Europe
- CNN Marketplace Asia
- Inside Africa
- Inside the Middle East
- Business Traveller
- Connecting Africa

#### Weitere
- African Voices
- Art Of Movement
- BackStory
- On China
- Talk Asia
- Leading Women

Sendezeiten können variieren.

## Moderatoren und Reporter

### Auswahl aktueller Moderatoren und Reporter
- Becky Anderson
- Fareed Zakaria
- Wolf Blitzer
- Kate Bolduan
- Anthony Bourdain
- James Carville
- Rosemary Church
- Erin Burnett
- Anderson Cooper
- Max Foster
- Hala Gorani
- Michael Holmes
- Don Lemon
- Kristie Lu Stout
- Jonathan Mann
- Frederik Pleitgen
- Richard Quest
- Don Riddell
- Michael Smerconish
- Brian Stelter
- Sara Sidner
- Andrew Stevens
- Jake Tapper
- John Vause
- Amara Walker
- Kim Brunhuber[2]
- Julia Chatterley

### Auswahl ehemaliger Moderatoren und Reporter
- Ralitsa Vassileva
- Isha Sesay
- Robyn Curnow